# Masaw
Masaw (Maasawu (Masau'u, Maasawi, Masawu, Maasaw, Masaaw, Masauwu, Masaw, Masao or Mosau'u;  Skeleton Man), Čovjek kostur je gospodar mrtvih u Hopi mitologiji, ali se često prikazuje kao dobroćudna, pa čak i šaljiva figura. U epu o stvaranju Hopija, Čovjek kostur je kulturni heroj koji je podučavao Hopije vještinama poljoprivrede i upozoravao ih na opasnosti svijeta. U drugim legendama, on igra ulogu vrlo prizemnog varalice koji juri žene i čini nesvakidašnje pogreške. Ove smiješne i skandalozne priče čine Čovjeka kostura dražesnijim i pristupačnijim likom. Iako njegovi aspekti mogu biti zastrašujući, Čovjek kostur općenito se smatra velikim prijateljem čovječanstva kojem se može vjerovati da će se brinuti o Hopi ljudima u zagrobnom životu.